# Alexander Stuart (naukowiec)
Alexander Stuart, (ur. ok. 1673 w Aberdeen, zm. 15 września 1742 w Londynie) – szkocki fizyk i filozof przyrody, znany z badań nad ruchem układu mięśniowego.

## Życiorys
Stuart urodził się około roku 1673 w Aberdeen (Szkocja).
W 1691 r., uzyskał tytuł magistra na Marischal College (obecnie Uniwersytet Aberdeński).
Pomimo pensji otrzymywanej jako lekarz na służbie dworu, był bardzo zadłużony. Zmarł 15 września 1742 w Londynie.

## Osiągnięcia naukowe
Po ukończeniu studiów w Marischal College rozpoczął pracę jako chirurg okrętowy, służąc na statkach w Londynie (1701-1704) i Europie (1704-1707). Podczas swej służby na morzu opisywał wykonywane operacje i wysyłał próbki nowych stworzeń do Hansa Sloanego, kilka sprawozdań dotyczących takich zwierząt zostało opublikowanych w Philosophical Transactions Towarzystwa Królewskiego.
Po powrocie na ląd w 1708 roku, rozpoczął studia medyczne na Uniwersytecie w Lejdzie, które ukończył 22 czerwca 1711 roku. Początkowo służył jako lekarz w Armii Brytyjskiej, później powrócił do Anglii. W 1714 r. został wybrany na członka Towarzystwa Królewskiego, a w 1719 został pierwszym lekarzem na praktyce w Szpitalu Westminsterskim, przekształconym w 1733 r. w Szpital Św. Grzegorza. W 1728 r. został lekarzem na służbie Karoliny Brunszwickiej. W tym samym roku został wybrany członkiem Królewskiego Kolegium Lekarskiego. W 1736 roku przeszedł na emeryturę.
W 1738 r. dał swój pierwszy wykład (Croonian Lecture) na zaproszenie Towarzystwa Królewskiego. W 1740 r. otrzymał Medal Copleya, w tym samym roku ponownie wygłosił wykład w ramach Croonian Lecture.